# Izzy
Izzy (auch: Izzi) ist im Englischen ein gebräuchlicher Kosename für die Vornamen Israel, Isabel, Elisabeth, Isabella, Isaak, Isidor oder Ismael.

## Namensträger
- Izzy, Informant in der Fernsehserie Miami Vice
- Izzy, das Maskottchen der Olympischen Sommerspiele von 1996
- Izzy Friedman (1903–1981),  US-amerikanischer Jazzmusiker
- Izzy Stradlin, Gitarrist von Guns N’ Roses
- Isobel Cooper, Sängerin
- Izzy, ein Schweizer Onlinemagazin